# Carlos Orti y Muñoz
Carlos Orti y Muñoz (Córdoba, 7 de marzo de 1870-Madrid, 28 de diciembre de 1933) fue un periodista y escritor español.

## Biografía
Era hijo del médico Vicente Orti y Lara y de Dolores Muñoz Gassin, y sobrino del pensador católico Juan Manuel Orti y Lara. Pasó su infancia en Córdoba. Su padre era carlista y en 1872 marchó al norte del país con sus hermanos Miguel Ángel y Vicente Orti Muñoz para participar en la tercera guerra carlista, en la que caería muerto Miguel Ángel.
En 1893 comenzó a estudiar Filosofía y Letras en la Universidad Central. Tras licenciarse, ejerció el periodismo. Formó parte de la redacción de El Universo, que dirigía su tío Juan Manuel Orti y Lara, y posteriormente del diario carlista El Correo Español, del que fue redactor de Informaciones políticas. Publicó algunas obras literarias.
Falleció en Madrid en 1933. Varios intelectuales católicos acudieron al cortejo fúnebre de su cadáver, que fue enterrado en el cementerio de la Almudena.

## Obras
- Datos de insomnio. Cuentos, leyendas y poesías (Madrid, 1913)
- El fin de los tiempos, novela (Madrid, 1933)